# First-class cricket
First-class cricket er en form for sporten cricket, som udgør kampe, der kan strække sig fra tre til fem dage, medmindre et resultat er opnået tidligere. Der er to hold med elleve spillere på hvert. Begge hold spiller to innings hver.
First-class cricket er, sammen med List A cricket og Twenty20 cricket, et af de former for cricket, der hører til klubcricket. I international cricket kaldes formaterne henholdsvis Test cricket, One Day International (ODI) og Twenty20 International (T20I), selvom de statistisk set også hører under deres tilsvarende kategorier for klubcricket, first-class cricket, List A cricket og Twenty20 cricket. En spillers first-class statistik vil altså inkludere hans præstationer i Test cricket. Dog bruges begreberne "first-class cricket" og "List A cricket" oftest til at referere til klubcricket. Se også Statistik i cricket.
 Der er for få eller ingen kildehenvisninger i denne artikel, hvilket er et problem. Du kan hjælpe ved at angive troværdige kilder til de påstande, som fremføres i artiklen.

| Sport | Spire Denne artikel om sport er en spire som bør udbygges. Du er velkommen til at hjælpe Wikipedia ved at udvide den. |